# Montsià
Il Montsià è una delle 41 comarche della Catalogna, con una popolazione di 64 181 abitanti; il capoluogo è Amposta.
Amministrativamente fa parte della provincia di Tarragona, che comprende 10 comarche.

## Municipi
| città                      | superficie | popolazione | densità |
| -------------------------- | ---------- | ----------- | ------- |
| Alcanar                    |            | 10.510      |         |
| Amposta                    |            | 20.652      |         |
| Freginals                  |            | 449         |         |
| Galera, la                 |            | 851         |         |
| Godall                     |            | 836         |         |
| Mas de Barberans           |            | 676         |         |
| Masdenverge                |            | 1.121       |         |
| Sant Carles de la Ràpita   |            | 15.307      |         |
| Sant Jaume d'Enveja        |            | 3.479       |         |
| Santa Bàrbara              |            | 3.965       |         |
| Sénia, la                  |            | 6.225       |         |
| Ulldecona                  |            | 6.987       |         |
| Dati secondo INE del 2008. |            |             |         |